# قلمرو هند
قلمرو هند، رسماً اتحادیه هند، یک قلمرو مستقل در کشورهای مشترک المنافع بریتانیا بود که بین ۱۵ اوت ۱۹۴۷ تا ۲۶ ژانویه ۱۹۵۰ وجود داشت. تا زمان ایجاد آن، شبه قاره هند، که معمولاً در استفاده معاصر آن را «هند» می‌نامند، به عنوان یک امپراتوری غیررسمی توسط بریتانیا اداره می‌شد. این امپراتوری که راج بریتانیا و گاهی امپراتوری هند بریتانیا نیز نامیده می‌شود، شامل مناطقی بود که مجموعاً هند بریتانیا نامیده می‌شدند که مستقیماً توسط دولت بریتانیا اداره می‌شد و مناطقی به نام ایالت‌های شاهزاده که تحت یک سیستم توسط حاکمان هند اداره می‌شدند. قلمرو هند با تصویب قانون استقلال هند در سال ۱۹۴۷ رسمیت یافت، که همچنین یک قلمرو مستقل بر پاکستان را رسمی کرد (شامل مناطق هند بریتانیا که امروز پاکستان و بنگلادش هستند). قلمرو هند در اصطلاح رایج «هند» باقی ماند اما از نظر جغرافیایی کاهش یافت. بر اساس این قانون، دولت بریتانیا تمام مسئولیت اداره مناطق سابق خود را رها کرد. دولت همچنین حقوق معاهده خود با حاکمان ایالت‌های شاهزاده را لغو کرد و به آنها توصیه کرد که در یک اتحادیه سیاسی با هند یا پاکستان بپیوندند. بر این اساس، عنوان سلطنتی پادشاه بریتانیا، «امپراتور هند» کنار گذاشته شد.
قلمرو هند زمانی به وجود آمد که هند بریتانیا هم تقسیم شده بود و هم درگیر خشونت مذهبی بود. پیش از ایجاد آن، جنبشی ملی‌گرایانه ضداستعماری پیشگام و تأثیرگذار وجود داشت که به عامل اصلی پایان دادن به راج بریتانیا تبدیل شد. دولت جدیدی به رهبری جواهر لعل نهرو به عنوان نخست‌وزیر و والابای پاتل به عنوان معاون نخست‌وزیر، هر دو از اعضای کنگره ملی هند تشکیل شد. لرد مونتباتن، آخرین نایب السلطنه، تا ژوئن ۱۹۴۸ به عنوان اولین فرماندار کل هند مستقل در این سمت باقی ماند.
خشونت مذهبی به زودی و تا حد زیادی با تلاش‌های مهاتما گاندی ریشه کن شد، اما نه قبل از آن که خشم از او در میان برخی از هندوها افزایش یافت و در نهایت به قیمت جان او تمام شد. مسئولیت ادغام ایالات شاهزاده امپراتوری هند بریتانیا در هند جدید به عهده پاتل بود. تا پایان سال ۱۹۴۷ و بخش بهتری از سال ۱۹۴۸ ادغام با ابزارهای القائات و گاهی تهدیدها انجام شد. این کار به جز در ایالت جوناگاد، ایالت حیدرآباد و به ویژه کشمیر و جامو، که آخرین مورد منجر به جنگ بین هند و پاکستان و مناقشه ای شد که تا امروز ادامه داشته‌است، بدون مشکل پیش رفت. در این مدت قانون اساسی جدید جمهوری هند تدوین شد. این تا حد زیادی بر اساس قانون دولت هند ۱۹۵۳ راج بریتانیا برخی از جنبه‌های گذشته دیرینه هند را با لغو ممنوع بودن لمس و به رسمیت شناختن تمایزات طبقاتی رد کرد.
تلاش عمده ای در این دوره برای مستندسازی تغییرات جمعیتی همراه با تجزیه هند بریتانیا انجام شد. به گفته اکثر جمعیت شناسان، بین ۱۴ تا ۱۸ میلیون نفر به عنوان پناهنده تقسیم، بین هند و پاکستان نقل مکان کردند و بیش از یک میلیون نفر کشته شدند. همچنین تلاش زیادی برای مستندسازی فقر رایج در هند انجام شد. کمیته ای که در سال ۱۹۴۹ توسط دولت منصوب شد، میانگین درآمد سالانه یک هندی را ۲۶۰ روپیه (یا ۵۵ دلار) تخمین زد، که بسیاری از آنها بسیار کمتر از این مقدار درآمد داشتند. دولت با سطح پایینی از سواد در میان جمعیت خود مواجه بود که به زودی در سرشماری ۱۹۵۱ هند ۲۳٫۵۴ درصد برای مردان و ۷٫۶۲ درصد برای زنان برآورد شد. دولت همچنین برنامه‌هایی را برای بهبود وضعیت زنان آغاز کرد. این امر سرانجام در تصویب لوایح قانون هندو در اواسط دهه ۱۹۵۰ به ثمر نشست، که پدرسالاری، ترک زناشویی و ازدواج کودکان را غیرقانونی می‌دانست، اگرچه طفره رفتن از قانون تا سال‌ها پس از آن ادامه یافت. قلمرو هند تا سال ۱۹۵۰ ادامه داشت و پس از آن هند به عنوان یک جمهوری در داخل کشورهای مشترک المنافع با رئیس‌جمهور به عنوان رئیس دولت تبدیل شد.